# Atelier Sanzot
L'atelier Sanzot est un atelier d'auteurs de bande dessinées, créé en 1995 à Angoulême et dissout en 2006. Son successeur est l'atelier du Marquis de Crocogoule.

## Histoire
D'après Isabelle Dethan, l'origine de l'atelier Sanzot remonte au « collectif Monster Club [...] puis [l'atelier] Brol », constitués d'anciens étudiants aux Beaux-Arts qui partageaient une colocation. L'atelier Brol fusionne avec l'atelier du Second. Sanzot est co-fondé par Isabelle Dethan, Mazan et Jean-Luc Loyer. Le groupe d'artistes s'installe boulevard Berthelot et prend le nom d'atelier Sanzot, allusion à la boucherie Sanzot, dans Les Aventures de Tintin. L'emblême de l'atelier Sanzot est un cochon.
Il s'agit d'un lieu de travail dont les frais sont répartis entre les membres via une cotisation mensuelle. Bernard Lambert, agent des auteurs, dirige l'association Sanzot et l'entreprise Sanzot. Pour être admis, un auteur doit remporter l'accord unanime des membres et avoir réalisé « un projet abouti ». En 2002, l'atelier rassemble treize auteurs mais il a été fréquenté par une quarantaine d'artistes ; d'autres ont décliné l'invitation,. Au maximum, l'atelier a compté simultanément seize auteurs.
En 2002 paraît un livre retraçant l'histoire de Sanzot : Un atelier de bande dessinée à Angoulême, écrit par Nicolas Albert, chez l'éditeur Imbroglio.
Chaque année, le collectif est représenté à Angoulême en louant des locaux. En 2004, une exposition est réservée aux douze artistes composant Sanzot lors du 31e festival international de la bande dessinée d'Angoulême : Intérieurs d'artistes, sur 250 mètres carrés à l'Hôtel des ventes ; le commissaire est Nicolas Albert.
En 2006, Mazan, Dethan et onze autres auteurs, désireux de quitter des locaux « décrépits » et se doter de nouveaux statuts, s'installent rue de Cognac et adoptent le nom d'atelier du Marquis de Crocogoule, nom choisi par Mazan,. Le nom d'atelier Sanzot reste propriété de Bernard Lambert.

## Membres de l'atelier Sanzot
- Alex Alice[7]
- Alain Ayroles[7]
- Denis Bajram[7]
- Christophe Bec[2]
- Guilhem Bec[4]
- Angélique Césano[4]
- David Cerqueira[4]
- Cécile Chicault[2]
- Daphné Collignon[4]
- Éric Dérian[2]
- Isabelle Dethan[2]
- Nathalie Ferlut
- Jean-Luc Loyer[2]
- Julien Maffre
- Richard Marazano[2]
- Mazan[2]
- Aude Soleilhac[8]
- Turf[7]

#### Livre
- Nicolas Albert, Atelier Sanzot : un atelier de BD a Angoulême, Imbroglio, janvier 2003, 160 p. (ISBN 978-2914508049).

#### Presse
- « Sanzot à l'honneur », Sud Ouest,‎ 26 juin 1999.
- Hélène Echasseriau, « Histoire d'une bande de dessinateurs », La Nouvelle République du Centre-Ouest,‎ 14 février 2002.
- M. B., « Pour Sanzot, suivez la flèche », Sud Ouest,‎ 24 janvier 2004.